# A. John Graham
Alexander John Graham (* 9. März 1930 in Lowestoft, Suffolk; † 26. Dezember 2005 in Cambridge) war ein britischer Althistoriker.

## Leben
Graham stammte aus einer Quäkerfamilie aus Suffolk und besuchte die Bootham-Schule in Yorkshire. Anschließend leistete er seinen Militärdienst in der britischen Armee. Nach Kriegsende nahm Graham ein Studium der Geschichtswissenschaften und der Klassischen Philologie am King’s College in Cambridge (u. a. bei Victor Ehrenberg), das er 1952 abschloss. Nach der ebenfalls in Cambridge verfassten Dissertation folgten Dozenturen an der Ludwig-Maximilians-Universität in München, an der British School at Athens sowie für zwei Jahre am Bedford College in London. 1957 erging ein Ruf an die Universität von Manchester, wo Graham zwanzig Jahre lang Alte Geschichte lehrte. 1977 nahm er eine Professur für Klassische Altertumswissenschaften an der Universität von Pennsylvania an, wo er als „Allen Memorial Professor of Greek“ bis zu seiner Emeritierung im Jahre 1995 tätig war.
Einer seiner Forschungsschwerpunkte lag auf der Griechischen Kolonisation, über die er bereits 1964 eine vielbeachtete Monographie (Colony and Mother City in Ancient Greece) verfasste. Daneben forschte er über römische Geschichte, Kulturbegegnungen in der Antike und über die Lebensumstände im Alten Griechenland, wofür er auch seine Kenntnisse in Archäologie und Epigraphik nutzbar machen konnte. 2002 wurde ihm von einer Gruppe ehemaliger Studenten der Band Oikistes: Studies in Constitutions, Colonies, and Military Power in the Ancient World Offered in Honor of A.J. Graham gewidmet.

## Werke (Auswahl)
- 1964: Colony and Mother City in Ancient Greece
- 2001: Collected papers on Greek Colonization, Leiden: Brill.